# Oreste Puliti
Oreste Puliti (Livorno, 1891. február 18. – Lucca, 1958. február 5.) olimpiai és világbajnok olasz tőr- és kardvívó.